# Primula villosa
Primula villosa är en viveväxtart. Primula villosa ingår i släktet vivor, och familjen viveväxter.

## Underarter
Arten delas in i följande underarter:
- P. v. infecta
- P. v. irmingardis
- P. v. villosa

## Bildgalleri

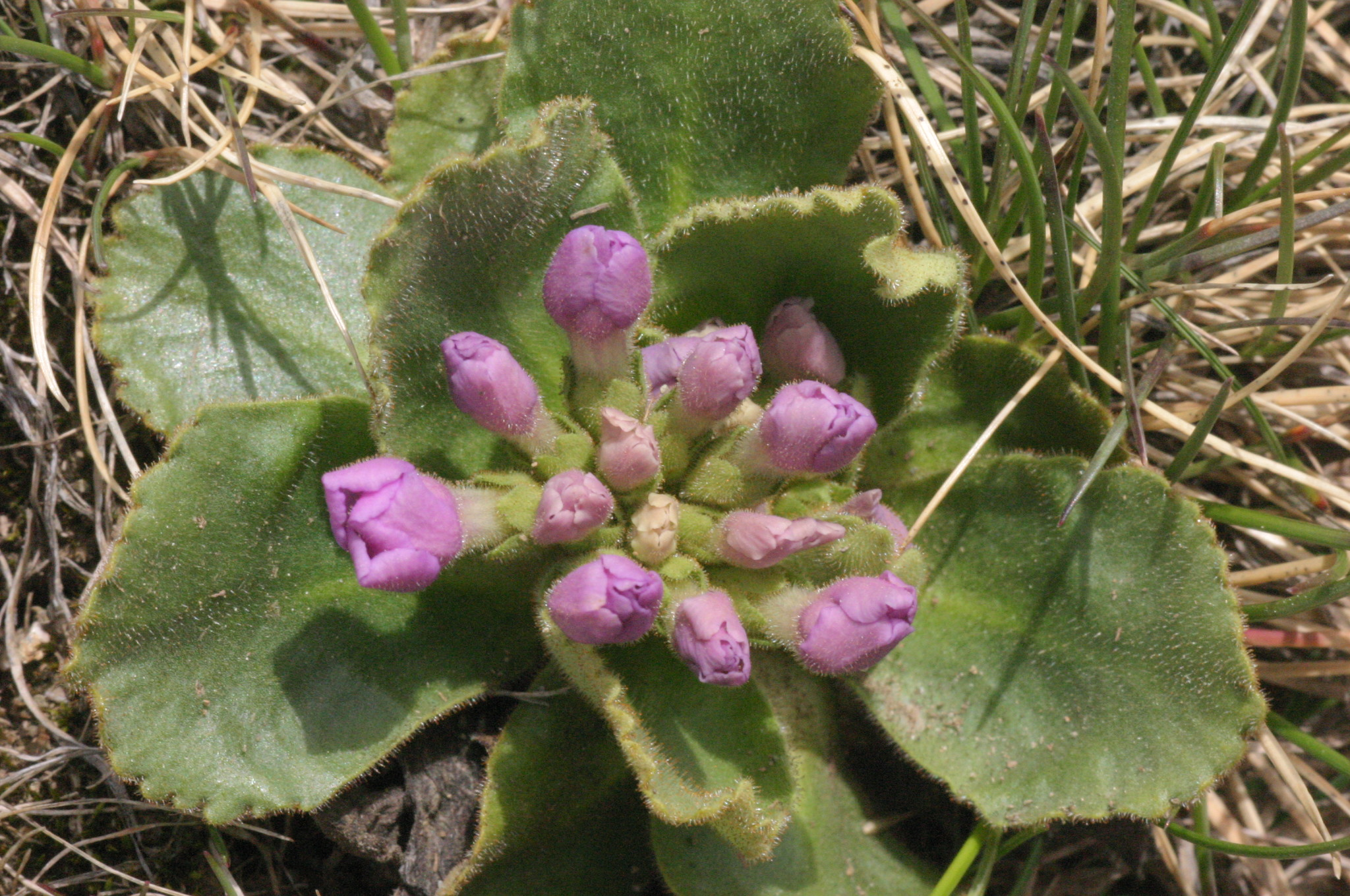
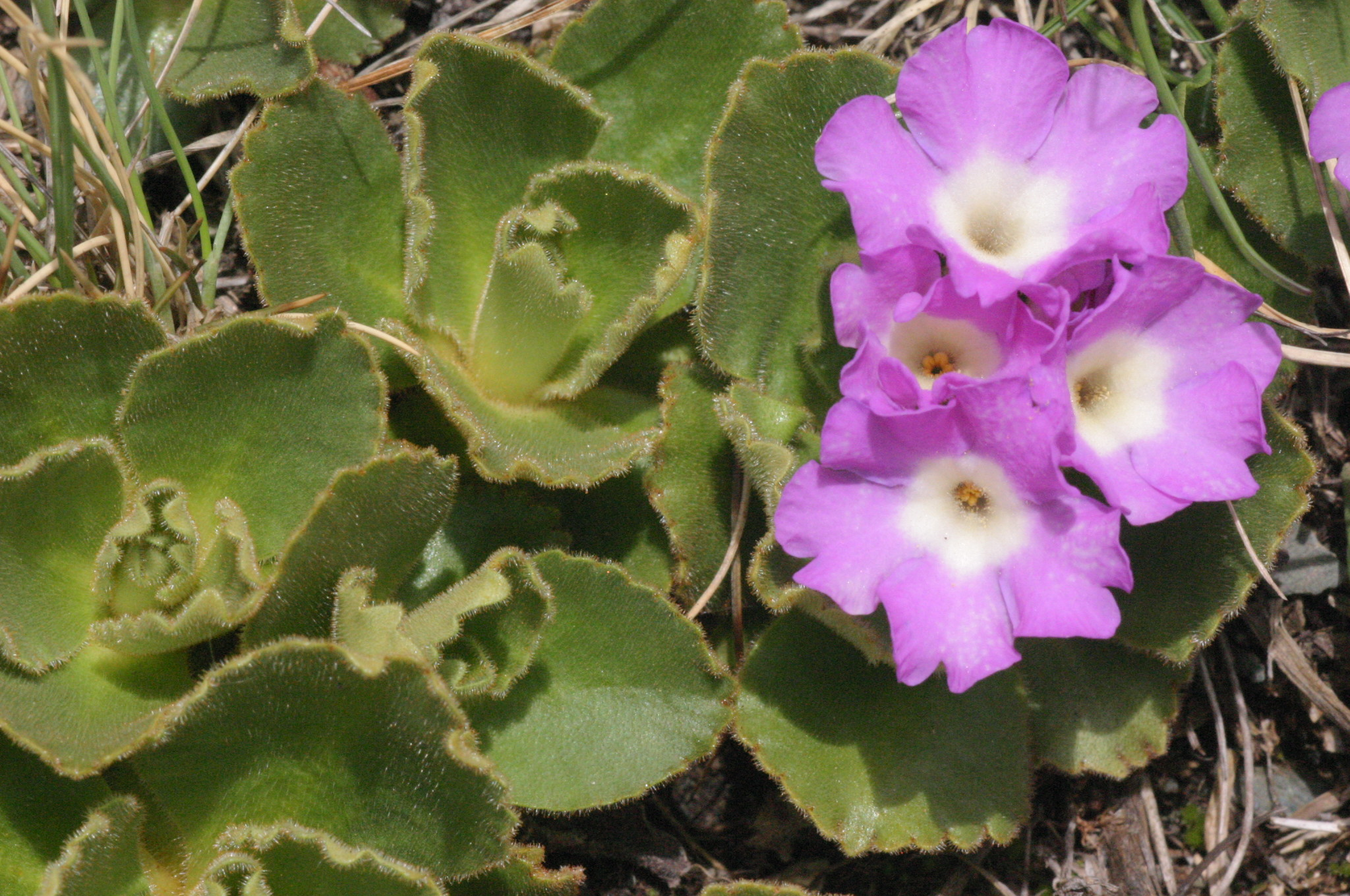
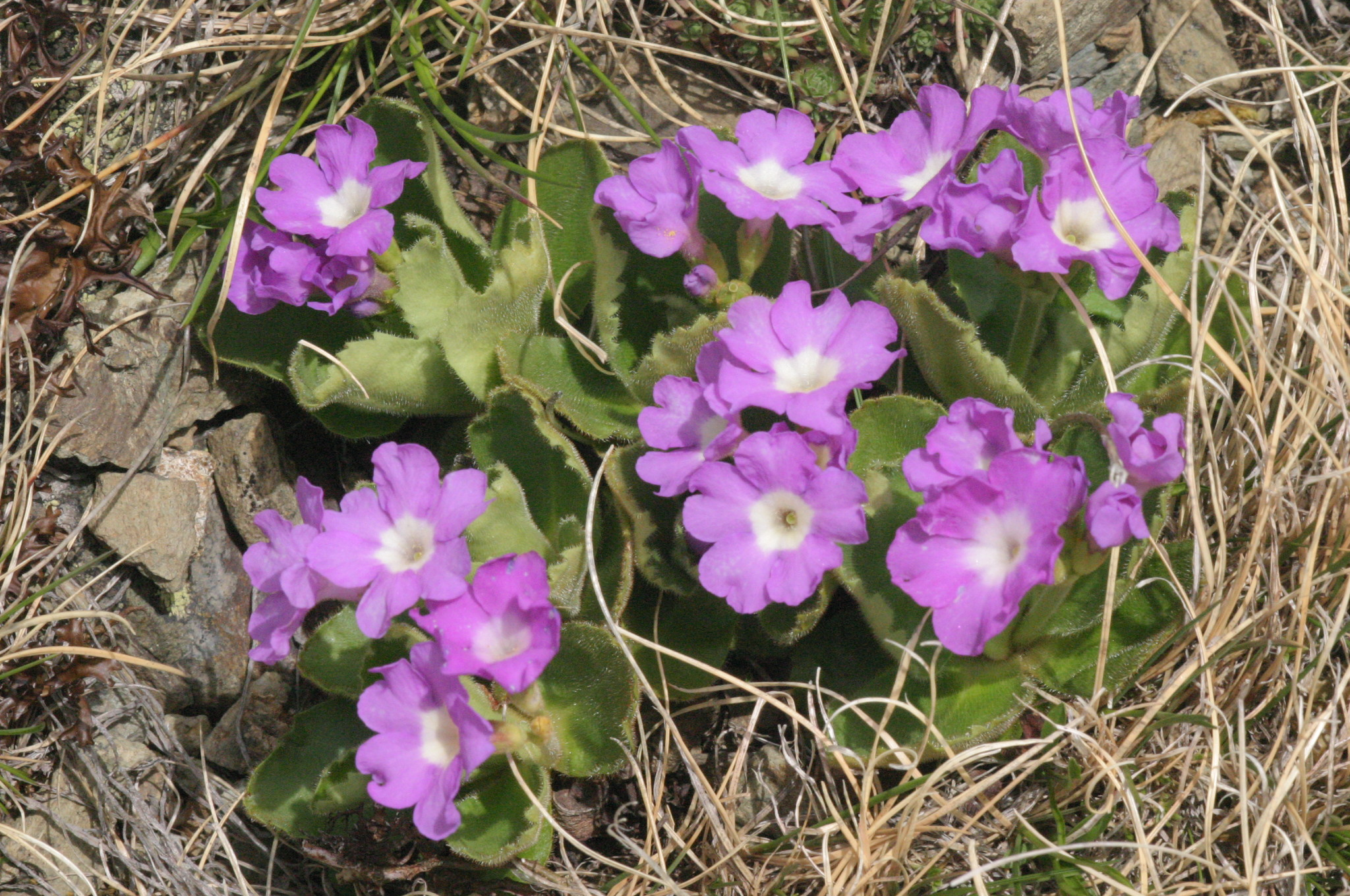
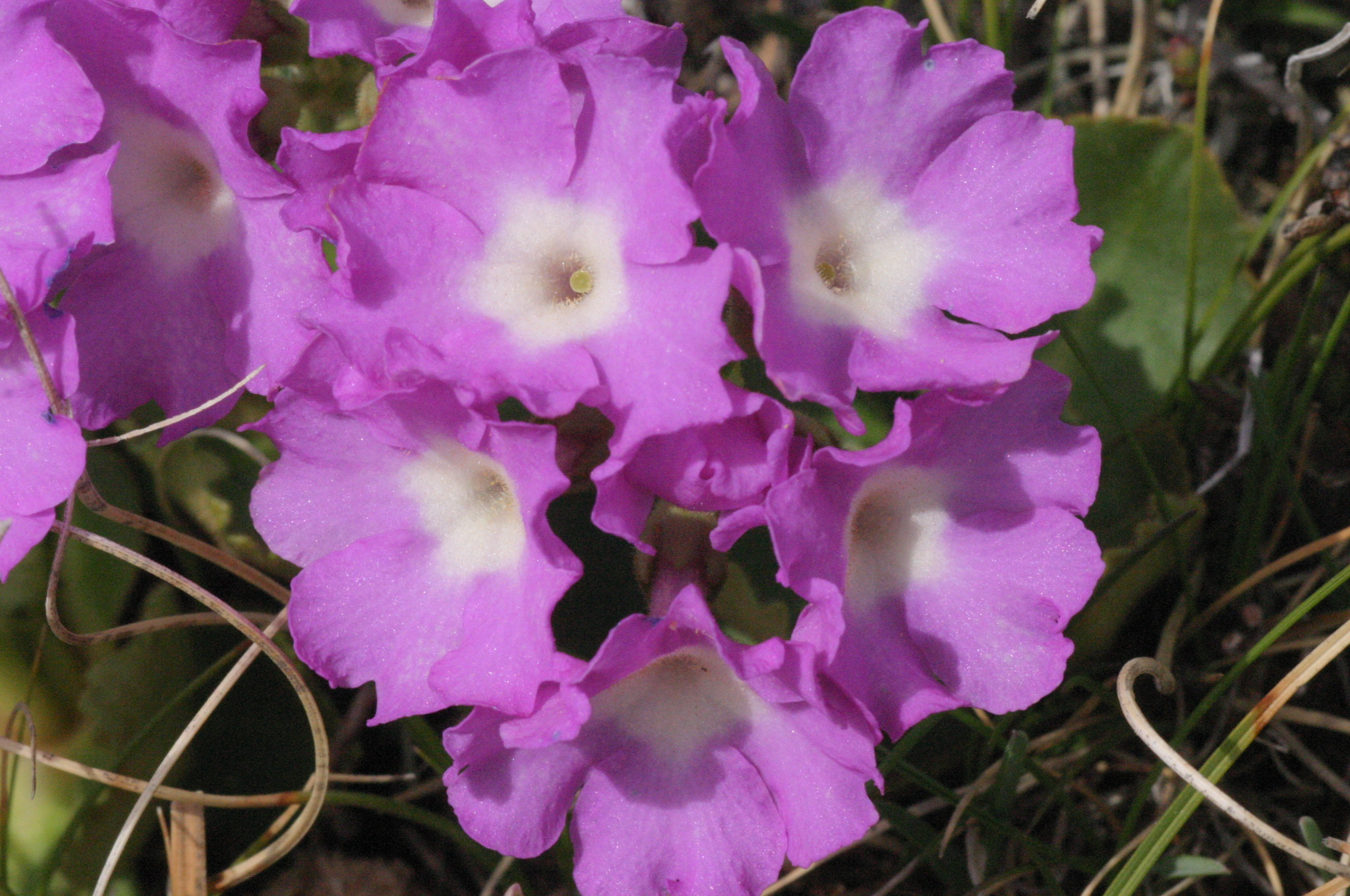
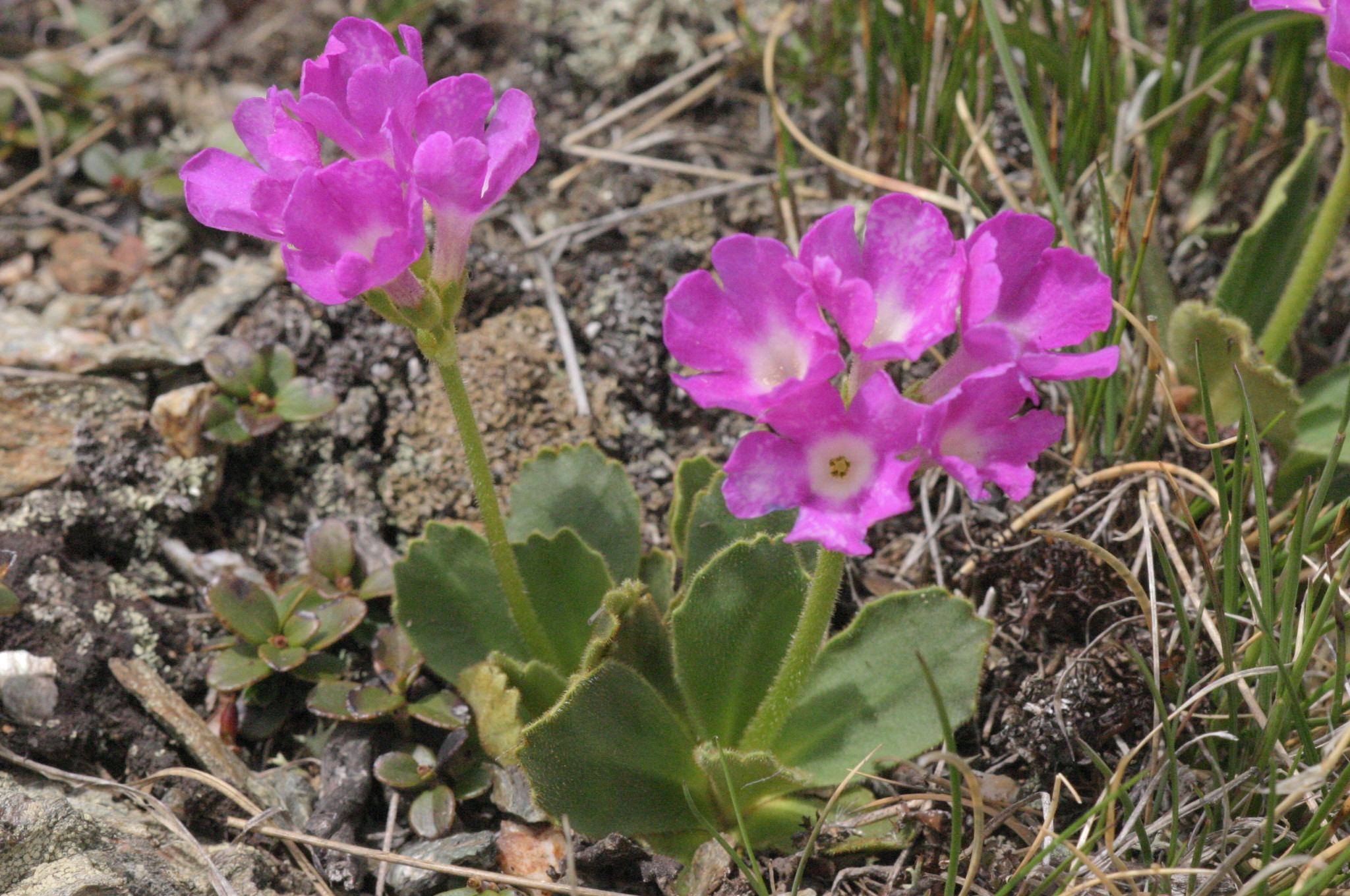
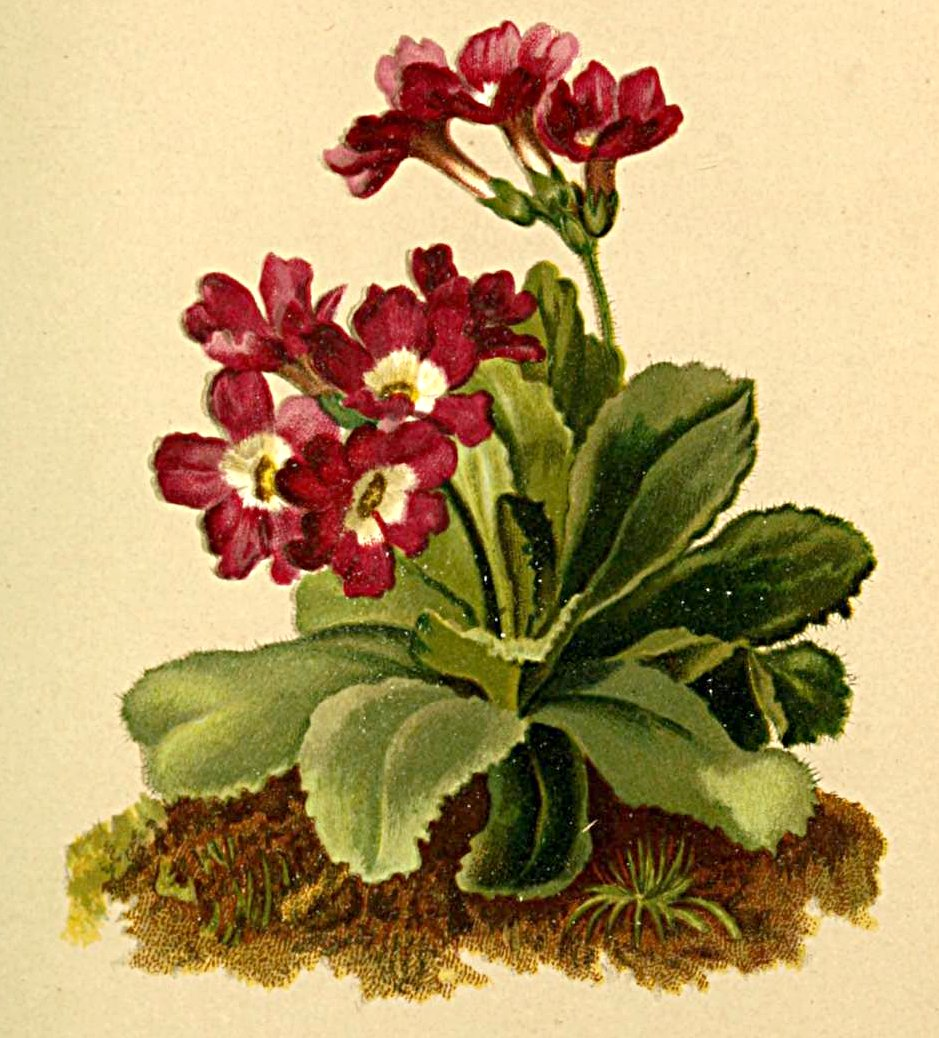